# Thumseestraße
Die Thumseestraße ist eine Straße in der oberbayerischen Kurstadt Bad Reichenhall.

## Beschreibung

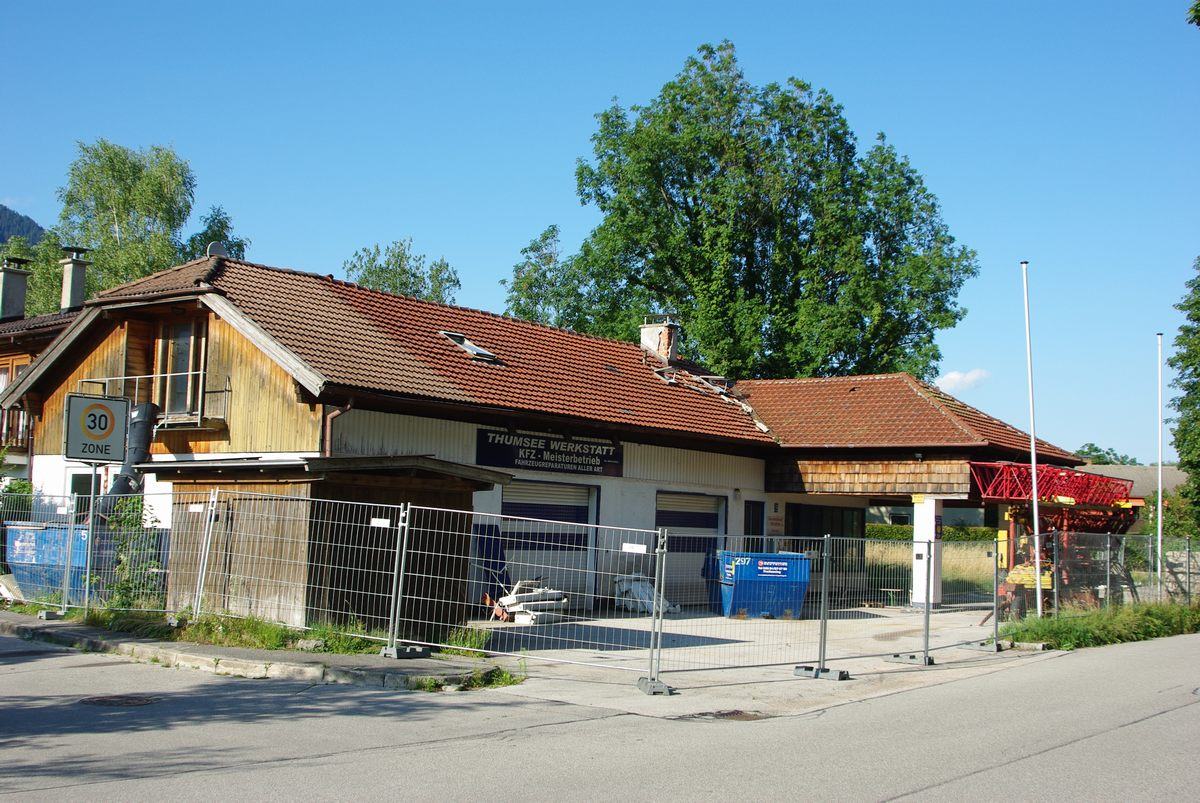
Ehemalige Gasolin-Tankstelle an der Thumseestraße, kurz vor dem Abriss 2019

Die Thumseestraße in Bad Reichenhall ist eine Innerortsstraße, die von der B 21 über die Luitpoldbrücke und nördlich entlang des Müllnerbergs bis zur Staatsstraße 2101 führt. Die Thumseestraße verläuft zum Teil auch auf der Staatsstraße in Richtung des Thumsees. Die Länge der Straße geht aus amtlichen Karten nicht eindeutig hervor, von der B 21 bis zur Einmündung in die St 2101 beim Gasthof Kaitl beträgt diese 1,9 km, bis zum Ortsende auf Höhe der Seebachkapelle 2,3 km und bis zum letzten Haus mit der Adresse Thumseestraße, dem Brunnhaus Seebichl, 3,0 km. In manchen Karten ist auch ein längerer Straßenverlauf der Staatsstraße vom Kaitl bis zum Nesselgraben oder bis zur Abzweigung Weinkaser als Thumseestraße bezeichnet. Die Streckenlänge von der B 21 bis zur Abzweigung Weinkaser beträgt 6,1 km.
Bis zum Bau der Kretabrücke und der Staatsstraße 2101 war die Thumseestraße die einzige direkte Straßenverbindung zwischen Bad Reichenhall und den heutigen Ortsteilen Kirchberg, Nonn und Karlstein. Die Thumseestraße war zudem eine wichtige Verbindung in westlicher Richtung über die Deutsche Alpenstraße nach Weißbach an der Alpenstraße, Inzell und Traunstein. Seit der Fertigstellung der neuen Staatsstraße und der Entfernung des Bahnüberganges zwischen Luitpoldbrücke und Tiroler Tor bewegt sich der Durchgangsverkehr über die Staatsstraße. Der Bereich zwischen B 21 und der Einmündung in die Staatsstraße 2101 heißt deshalb im Volksmund auch „Alte“ Thumseestraße. In der Folge gab auch die Tankstelle an der Einmündung in die heutige Lilienstraße um 1970 den Betrieb auf.

### AmThumsee
Die Straßenbezeichnung der Häuser rund um den Thumsee lautet nur „Thumsee“, manchmal findet auch „Am Thumsee“ Verwendung. „Thumsee“ und die „Thumseestraße“ sind jedoch jeweils eigenständige Straßen in Bad Reichenhall mit eigener Nummerierung.

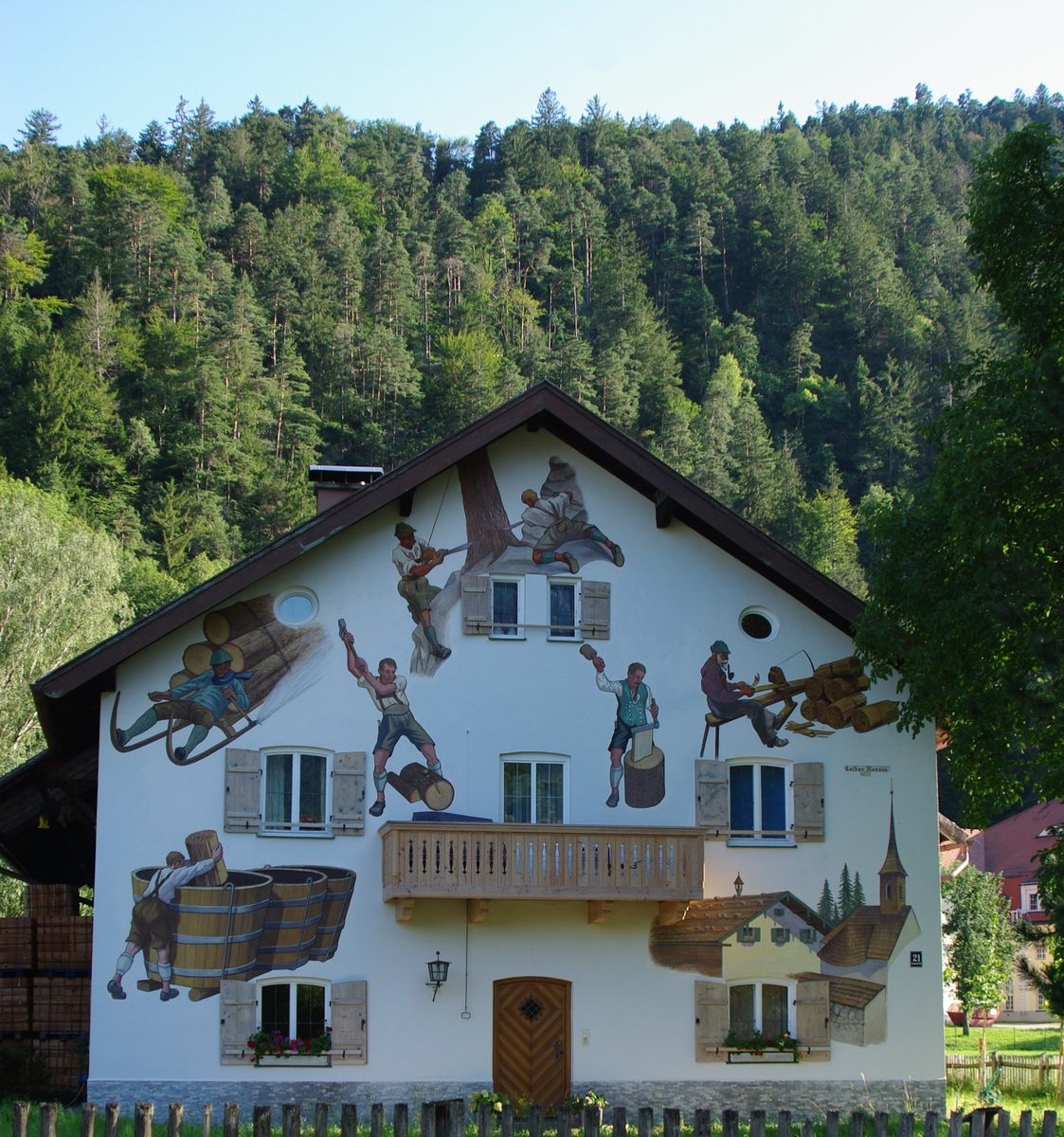
Fa. Rapold an der Thumseestraße mit Motiven der Schindelherstellung von Lothar Korvin

### Wirtschaft
Direkt an der Thumseestraße waren mehrere Gewerbebetriebe angesiedelt, die jedoch nicht alle die Zeit überdauert haben. Am Anfang der Straße befindet sich ein großes Autohaus, an das bis kurz nach der Jahrtausendwende auch eine Tankstelle angeschlossen war. An der Einmündung der Nonner Straße befindet sich ein Altenheim des BRK, in direkter Nachbarschaft im historischen Kirchberg-Schlössl eine Gaststätte. Etwas weiter westlich stellt die Rapold GmbH & Co. KG heute noch traditionelle Holzschindeln her. Das Saalachkraftwerk, das heute von DB Energie betrieben wird, liefert seit 1914 Strom für die Bahnstrecken Freilassing–Bad Reichenhall und Bad Reichenhall–Berchtesgaden sowie die Stadt Bad Reichenhall. In unmittelbarer Nähe des Kraftwerks befindet sich die Niederlassung der H. Sieber & Co., die seit 1947 in Bad Reichenhall Taschen herstellt und in der ehemaligen Obsthalle der Familie Flatscher hat ein Hausserviceunternehmen seinen Sitz. Die Schöndorfer GmbH befindet sich kurz vor der Einmündung in die Staatsstraße 2101 und war einer der größten Arbeitgeber Karlsteins. Viele Unternehmensbereiche, insbesondere der Straßen- und Tiefbau, wurden im Laufe der Jahre aufgegeben. Die Firmenzentrale der Schöndorfer Unternehmensgruppe befindet sich  jedoch nach wie vor auf dem Stammgelände an der Thumseestraße 44.

## Geschichte
Im Bereich der Luitpoldbrücke gab es vermutlich schon zur Zeit der Römer eine Brücke über die Saalach. 1050 wurde erstmals eine Brücke urkundlich erwähnt. In der Folge blieb dieser Übergang und auch die Straßenführung entlang des Müllnerbergs bis zur Mitte des 20. Jahrhunderts eine der wichtigsten Straßenverbindungen von Bad Reichenhall in Richtung Westen. Insbesondere die Handelswege in Richtung Tirol, München und Niederbayern verliefen über diese Route.
Zwischen 1617 und 1619 wurde die Soleleitung nach Traunstein durch Hanns Reiffenstuel und seinen Sohn Simon erbaut. Die Trasse verlief in unmittelbarer Nähe der heutigen Thumseestraße, die Brunnhäuser Fager und Seebichl sind noch erhalten.

Lange Brücke vor 1889

Die Lange Brücke über die Saalach wurde zwischen 1889 und 1890 durch die heutige Luitpoldbrücke ersetzt, die jedoch bei einem Hochwasser im September 1899 schwer beschädigt wurde und teilweise einstürzte. Am 3. Mai 1945 wurde die Luitpoldbrücke von SS-Pionieren gesprengt, obwohl sich alliierte Truppen bereits auf beiden Seiten der Saalach wenige Kilometer vor Bad Reichenhall befanden. Einen Tag später quartierten sich amerikanische Truppen – hauptsächlich in der St.-Pankraz-Straße und in der Staufenstraße – ein. Die Bewohner mussten sich kurzfristig andere Wohnmöglichkeiten suchen. Die Amerikaner haben jedoch ihre reichlichen Vorräte mit der hungernden Bevölkerung und insbesondere den Kindern geteilt. Die amerikanischen Truppen wurden kurz darauf durch marokkanische ersetzt, welche die Thumseestraße besetzten und die dortigen Anwesen restlos ausplünderten.
Durch den Bau der Kretabrücke und der neuen Staatsstraße verlor die Thumseestraße ab den 1960er Jahren an Bedeutung. In den späten 1980er Jahren wurde die Thumseestraße zwischen Gasthof Kaitl und dem Thumsee um einen Fahrradweg ergänzt.

## Nahverkehr
Die Stadtwerke Bad Reichenhall fahren mit der Stadtbuslinie 2 (Thumsee – Karlstein – Bad Reichenhall – Staufenbrücke – Piding) mehrere Haltestellen an der Thumseestraße an. Einige dieser Haltestellen werden auch von der Linie 9526 (Bad Reichenhall–Traunstein) des Regionalverkehr Oberbayern bedient.

## Baudenkmäler
Direkt an der Thumseestraße befinden sich viele Baudenkmäler, die in die Liste der Baudenkmäler in Bad Reichenhall eingetragen sind.
Weitere Baudenkmäler in der Nähe der Thumseestraße sind das Triftwehr, die Predigtstuhlbahn, die Wallfahrtskirche St. Pankraz und die Burgruine Karlstein.
| Adresse                                    | Name                                               | Beschreibung | erbaut                | Lage | Bild |
| ------------------------------------------ | -------------------------------------------------- | --- | --------------------- | ---- | ---- |
| Thumseestraße                              | Luitpoldbrücke                                     | Vierbogig, verschiedenfarbiges Steinmaterial, an den Brückenköpfen Kandelaberlampen. | 1889–1890             | ▼    |      |
| Thumseestr. 2 d                            | Fremdenheim Tannenburg                             | Charakteristischer Pensionsbau, dreigeschossig mit vorkragendem Flachwalmdach, Giebelrisalit, Zierfachwerk und Fensterumrahmungen in historisierenden Formen.                                                                                    | Um 1870–1880          | ▼    |      |
| Thumseestr. 3                              | Villa Pankraz                                      | Zweigeschossiger asymmetrischer Bau über hohem Sockel mit Eckturm, Zwerchhaus und seitlichen Walmdachrisaliten, alle Dächer mit Überstand. | Ende 19. Jahrhundert. | ▼    |      |
| Thumseestr. 11                             | Kirchberg-Schlössl                                 | Barocke Anlage mit Zwerchhaus, Ecktürmchen und Fassadenstuck, bezeichnet mit dem Jahr 1723, im Kern wohl älter Angeschlossene Hauskapelle St. Anna, 1725; mit Ausstattung                                                                        | 1723–1725             | ▼    |      |
| Thumseestr. 23                             | Ehemaliges Dienstwohngebäude des Saalachkraftwerks | Freistehender zweigeschossiger Bau mit abgewalmtem Dach in Quer- und Längsrichtung, barockisierend. | 1910                  | ▼    |      |
| Thumseestr. 25                             | Saalachkraftwerk                                   | Wasserkraftwerksanlage, primär zur Bahnstromerzeugung im Zuge der Elektrifizierung der Bahnstrecken Freilassing–Bad Reichenhall und Bad Reichenhall–Berchtesgaden errichtet, mit späteren technischen Ergänzungen und zugehörigen Bauten.        | 1910–1913             | ▼    |      |
| Thumseestr. 33                             | Gasthof Kaitl                                      | Bestehend aus zwei zweigeschossigen Häusern in baulicher Verbindung, Putzgliederung mit mehreren Freskokartuschen, nördlicher Gebäudeteil mit Mansardwalmdach, Ende 19. Jahrhundert, südliches mit Schopfwalmdach, bezeichnet mit dem Jahr 1755. | ab 1755               | ▼    |      |
| Thumseestr. 46                             | Brunnhaus Fager                                    | Brunnhaus der ehemaligen Soleleitung Reichenhall-Traunstein Zweigeschossiger Putzbau mit Halbwalmdach. Nebengebäude auf der gegenüberliegenden Straßenseite in gleicher Art, doch erdgeschossig, wohl zeitgleich errichtet                       | 1800                  | ▼    |      |
| Thumseestr. 51                             | Brunnhaus Seebichl                                 | Brunnhaus der ehemaligen Soleleitung Reichenhall-Traunstein, mit Halbwalmdach. | 1797                  | ▼    |      |
| Thumseestr. 58                             | Gasthaus Moserwirt                                 | Breitgelagerter Bau mit geschlepptem Flachsatteldach, Dach und Bemalung modern. | 16./17. Jahrhundert   | ▼    |      |
| Nähe Thumseestraße                         | Soleleitung                                        | Die Soleleitung wurde angelegt, um überschüssige Sole aus Reichenhall in einer Filialsaline in Traunstein und später zusätzlich in Rosenheim zu verarbeiten. 1810 erneuert und bis Rosenheim verlängert, stillgelegt 1958.                       | 1617–1619             | ▼    |      |
| Nähe Thumseestraße, Kugelbacher Holz       | Amalienruhe                                        | Aussichtskanzel und Andachtsstätte, sogenannte Amalienruhe bzw. Amalienhöhe. Einseitig geöffneter Kapellenbau mit Satteldach und Inschriftentafel, gestiftet von Alfred Nathan.                                                                  | 1908                  | ▼    |      |
| Nähe Thumseestraße, Ehemalige Seebachmühle | Seebachkapelle                                     | Wegkapelle, Massivbau mit vorkragendem Glockendach und Stuckornamenten. | 1608                  | ▼    |      |

## Bodendenkmäler

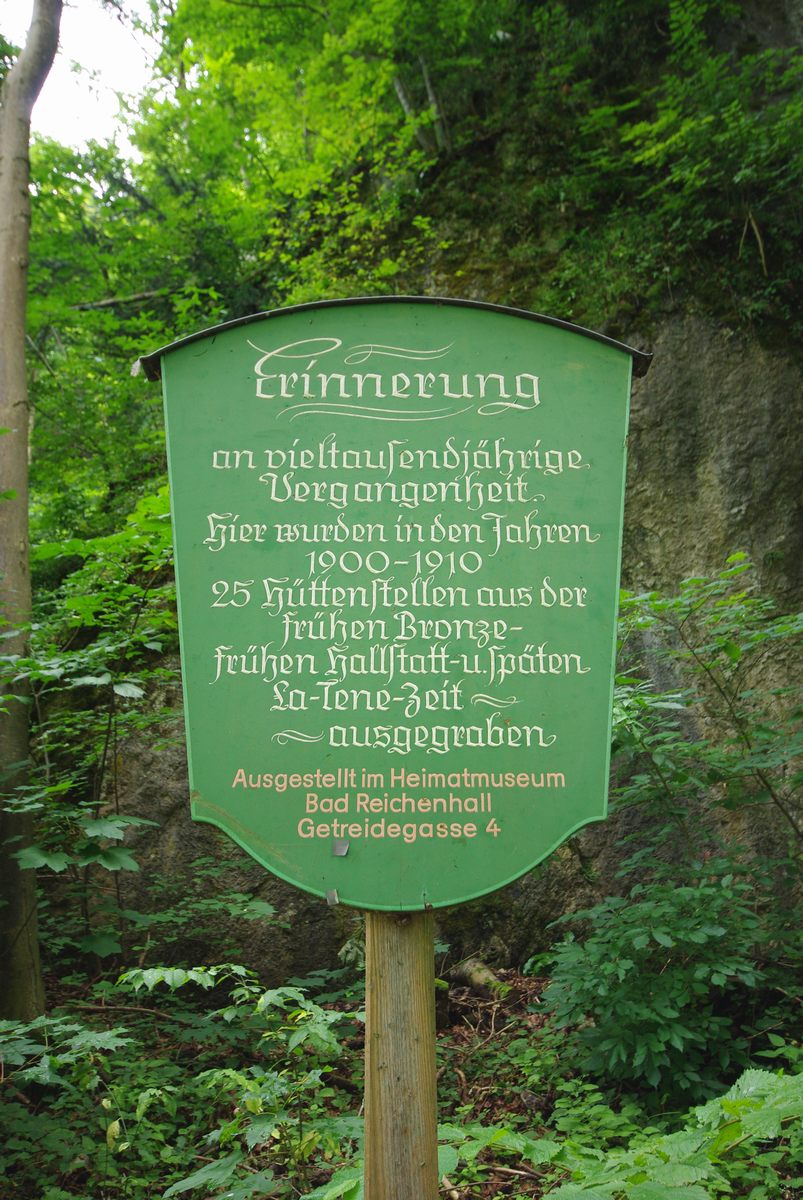
Informationstafel zu den vorgeschichtlichen Siedlungsplätzen von Karlstein

Neben den Baudenkmälern befinden sich in der Nähe der Thumseestraße auch mehrere Bodendenkmäler, die in der Denkmalliste für Bad Reichenhall verzeichnet sind.
Zwischen den Häusern Thumseestraße 2 und Thumseestraße 4 befindet sich eine Wüstung des hohen oder späten Mittelalters.
Entlang der Thumseestraße befinden sich weitere Bodendenkmäler, darunter die Burg Kirchberg, die Burg Vager, die Maut zu Karlstein, die Turmruine Amerang sowie – auf der anderen Seite von Burgberg und Pankrazfelsen an der Schmalschlägerstraße – die vorgeschichtlichen Siedlungsplätze von Karlstein.